# Lukas Märtens
Lukas Märtens, né le 27 décembre 2001 à Magdebourg, est un nageur allemand, spécialiste de la nage libre sur le demi-fond.

## Biographie
Lukas Märtens a participé aux championnats d'Europe juniors de natation en 2018 et 2019  ainsi qu'aux championnats du monde juniors 2019 à Budapest.
Il participe à une manche de Coupe du monde de natation en 2019 à Berlin où il a atteint les finales en nage libre sur 200 m et sur 1 500 m et en dos sur 200 m. Il a également participé aux Championnats d'Europe en petit bassin 2019 à Glasgow.
Aux Jeux olympiques d'été de 2020 à Tokyo, Lukas Märtens s'est qualifié pour la finale du relais 4 × 200 mètres nage libre avec Poul Zellmann, Henning Mühlleitner et Jacob Heidtmann, terminant à la septième place avec un temps de 7 min 6 s 51 ; il a également participé aux éliminatoires du 200 m, du 400 m et du 1 500 m nage libre.
En 2022, Lukas Märtens s'est rendu aux Championnats du monde 2022 à Budapest en tant que meilleur de l'année aux 400, 800 et 1 500 mètres nage libre. Lors de sa première compétition, il remporte la médaille d'argent au 400 mètres en 3 min 42 s 85 et il est également finaliste sur 200 mètres (7e place) et 1 500 mètres (4e place). Aux Championnats d'Europe 2022 à Rome, il remporte son premier titre international sur 400 m nage libre et une autre médaille d'argent sur 800 m.
En 2023 lors des Championnats du monde à Fukuoka, il remporte la médaille de bronze du 400 m nage libre.
Il remporte la médaille d'or du 400 mètres nage libre masculin aux Jeux olympiques d'été de 2024 à Paris.
Le 12 avril 2025, il bat le record du monde du 400 mètres nage libre lors de l'Open de Stockholm en Suède. Avec un chrono de 3 min 39 s 96, il efface les 3 min 40 s 07 de son compatriote Paul Biedermann, réalisés aux championnats du monde de Rome en 2009 à l'époque des combinaisons polyuréthanes.

## Palmarès

### Jeux olympiques
- Jeux olympiques de 2024 à Paris ( France) :
  -  Médaille d'or sur 400 m nage libre

### Championnats du monde

#### Grand bassin
- Championnats du monde 2022 à Budapest ( Hongrie) :
  -  Médaille d'argent sur 400 m nage libre
- Championnats du monde 2023 à Fukuoka ( Japon) :
  -  Médaille de bronze sur 400 m nage libre
- Championnats du monde 2024 à Doha ( Qatar) :
  -  Médaille de bronze sur 400 m nage libre
- Championnats du monde 2025 à Singapour :
  -  Médaille d'or sur 400 m nage libre
  -  Médaille de bronze sur 800 m nage libre

### Championnats d'Europe

#### Grand bassin
- Championnats d'Europe 2022 à Rome ( Italie) :
  -  Médaille d'or sur 400 m nage libre
  -  Médaille d'argent sur 800 m nage libre